# Torronteras
Torronteras es un pueblo deshabitado de la provincia española de Guadalajara, actualmente integrado en el término municipal de Escamilla.

## Historia
A mediados del siglo XIX, el lugar, por entonces con ayuntamiento propio, tenía contabilizada una población de 122 habitantes. Aparece descrito en el decimoquinto volumen del Diccionario geográfico-estadístico-histórico de España y sus posesiones de Ultramar de Pascual Madoz de la siguiente manera:

TORRONTERAS: l. con ayunt. en la prov. de Guadalajara (9 leg.), part. de Sacedon (3), aud. terr. de Madrid (17), c. g. de Castilla la Nueva, dióc. de Cuenca (12). sit. en terreno áspero con buena ventilacion y saludable clima; tiene 36 casas; la consistorial; un pósito con el fondo de de 80 fan. de trigo; escuela de instruccion primaría frecuentada por 13 alumnos de ambos sexos á cargo de un maestro dotado con 12 fan. de trigo; una fuente de buenas aguas; una igl. parr. (La Asuncion de Ntra. Sra.) matriz de la de Villaescusa de Paloshitos, servida por un cura y un sacristan: confina el térm. con los de Escamilla, Villaescusa, Casasana, y Pareja; dentro de él se encuentran innumerables manantiales y una ermita (San Roque): el terreno bañado por dos arroyos que brotan dentro de la jurisdiccion, es de mediana calidad; comprende un monte bien poblado de encinas y robles. caminos: los que dirigen á los pueblos limítrofes, todos de herradura y en regular estado, atendida la escabrosidad del terreno: el correo se recibe y despacha en la estafeta de Alcocer. prod.: trigo, cebada, avena, garbanzos, judías, alazor, zumaque, patatas, aceite, vino, cerezas, hortalizas, leñas de combustible y buenos pastos con los que se mantiene ganado lanar, cabrio y vacuno; hay caza de conejos y perdices, y en uno de los arroyos se crian algunas truchas. ind.: la agrícola y recriacion de ganados, y un molino aceitero. comercio: esportacion del sobrante de frutos, ganado y lana, é importacion de los art. que faltan. pobl.: 31 vec., 122 alm. cap. prod.: 621,750 rs. imp.: 49,740. contr.: 4,452.
(Madoz, 1849, p. 111)

## Demografía
| Gráfica de evolución demográfica de Torronteras entre 1842 y 1960 |
| |
| Población de derecho según los censos de población del INE Población de hecho según los censos de población del INEEntre el censo de 1970 y el anterior, este municipio desaparece porque se integra en el municipio Escamilla |